# 2月4日 (旧暦)
旧暦2月4日（きゅうれきにがつよっか）は旧暦2月の4日目である。六曜は大安である。

## できごと
- 懿徳天皇元年（ユリウス暦紀元前510年3月15日） - 第4代・懿徳天皇が即位
- 継体天皇元年（ユリウス暦507年3月3日） - 男大迹王が即位し第26代・継体天皇に
- 神亀元年（ユリウス暦724年3月3日） - 白亀出現の瑞祥により、養老から神亀に改元
- 神亀元年（ユリウス暦724年3月3日） - 元正天皇が譲位し、首皇子が即位して第45代・聖武天皇に
- 天平勝宝6年（ユリウス暦754年3月2日） - 唐の高僧・鑑真が奈良の都に入京
- 文明14年（ユリウス暦1482年2月21日） - 足利義政が東山に慈照寺観音殿（銀閣寺）の造営を開始
- 慶長9年（グレゴリオ暦1604年3月4日） - 江戸幕府が、東海道・東山道・北陸道の3道に江戸日本橋を起点とする一里塚を設置
- 元禄16年（グレゴリオ暦1703年3月20日） - 江戸幕府が赤穂浪士46名に切腹を命じる
- 文久元年（グレゴリオ暦1861年3月14日） - ロシア軍艦ポサドニックが対馬に来航し、兵士が芋崎に上陸して占拠。8月に退去

## 誕生日
- 嘉永6年（グレゴリオ暦1853年3月13日） - 金子堅太郎、官僚･政治家（+ 1942年）
- 安政5年（グレゴリオ暦1858年3月18日） - 井上円了、仏教哲学者・哲学館（東洋大学の前身）創立 （+ 1919年）
- 元治2年（グレゴリオ暦1865年3月1日） - 安部磯雄、評論家・社会主義運動家（+ 1949年）
- 元治2年（グレゴリオ暦1865年3月1日） - 白鳥庫吉、東洋史学者（+ 1942年）

## 忌日
- 養和元年（ユリウス暦1181年2月19日） - 平清盛、武将・太政大臣 （* 1118年）
- 元禄16年（グレゴリオ暦1703年3月20日） - 大石良雄始め赤穂浪士46名
- 同治11年（グレゴリオ暦1872年3月12日） - 曽国藩、清の政治家（* 1811年）